# Światło spójne
Światło spójne, światło koherentne to:
- (W znaczeniu szerszym) światło zdolne do interferencji.

Mówi się, że dwa promienie są spójne, jeśli mają taką samą długość fali (światło monochromatyczne), amplitudę, stałą w czasie różnicę faz oraz taką samą płaszczyznę polaryzacji, dzięki czemu w wyniku interferencji dają stałe obszary wzmocnienia i osłabienia w postaci prążków interferencyjnych, pierścieni i in.
- (W znaczeniu węższym) światło składające się z fotonów zgodnych w fazie.

Źródła światła takie jak: Słońce, płomień, żarówka wytwarzają światło niespójne. Nawet, jeżeli jest ono monochromatyczne i ma stałą amplitudę, nie występuje zgodność fazowa. Jednak w małej skali czasowej
{\displaystyle \Delta t<10^{-9}\mathrm {s} }
źródło emituje pojedynczy spójny ciąg falowy. Mówi się wówczas o spójności czasowej (ograniczonej w czasie). Ciąg ten poruszając się z prędkością światła jest w danej chwili czasu spójny na drodze (spójność przestrzenna)
{\displaystyle \Delta x=c\;\Delta t.}
Dzięki istnieniu spójnych ciągów falowych, można uzyskiwać efekty interferencyjne. Jeżeli na drodze światła znajdzie się wąska szczelina, wówczas w danym momencie czasu przejdzie przez nią jeden ciąg falowy. Rozprzestrzeniający się ciąg falowy może przejść z kolei przez dwie szczeliny, powodując powstanie prążków interferencyjnych. Podobnie można uzyskać efekt interferencyjny w cienkich warstwach, gdy światło odbite od górnej powierzchni warstwy nakłada się na światło odbite od dolnej powierzchni tej warstwy.
Światło o dużej spójności czasowej i przestrzennej uzyskać można dzięki laserom.